# 洛佩雷特
洛佩雷特（法語：Loperhet，亦作，法語發音：[lɔpeʁɛt]）是法国菲尼斯泰尔省的一个市镇，属于布雷斯特区。

## 地理
洛佩雷特（48°22'29"N, 4°18'19"W）面积20.31 平方千米，位于法国布列塔尼大區菲尼斯泰尔省，该省份为法国最西部的省份，位于布列塔尼半岛西部，北西南三面环大西洋，东临阿摩尔滨海省和莫尔比昂省。
与洛佩雷特接壤的市镇（或旧市镇、城区）包括：朗代諾、迪里农、普卢加斯泰勒-达乌拉斯。
洛佩雷特的时区为UTC+01:00、UTC+02:00（夏令时）。

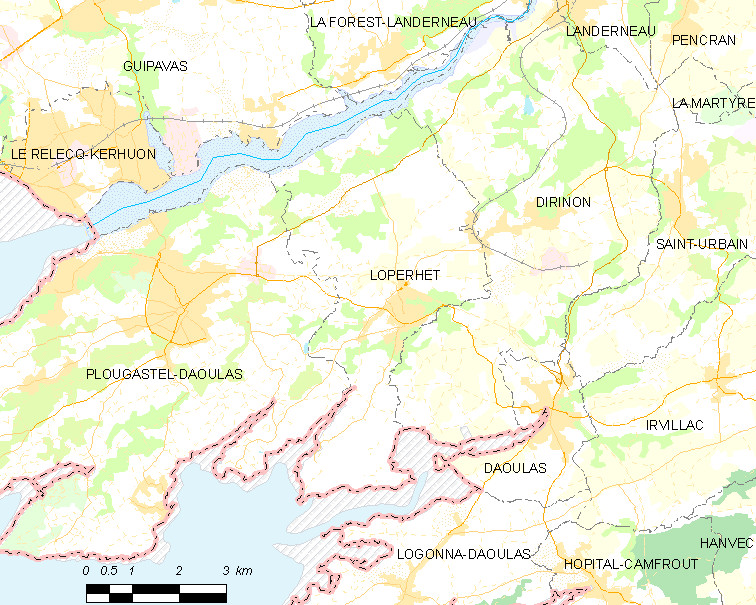
洛佩雷特的OSM定位图

## 行政
洛佩雷特的邮政编码为29470，INSEE市镇编码为29140。

## 政治
洛佩雷特所属的省级选区为蓬德比莱基梅尔县。

## 人口

1962-2008年间洛佩雷特人口变化图示

洛佩雷特于2022年1月1日时的人口数量为3952人。